# Маршалінг (авіація)
М́аршалінг пов́ітряних с́уден (англ. marshalling) є системою візуального сигнального зв'язку між екіпажем ПС та наземним персоналом в аеропорту, на авіаносці чи вертодромі.

## Діяльність

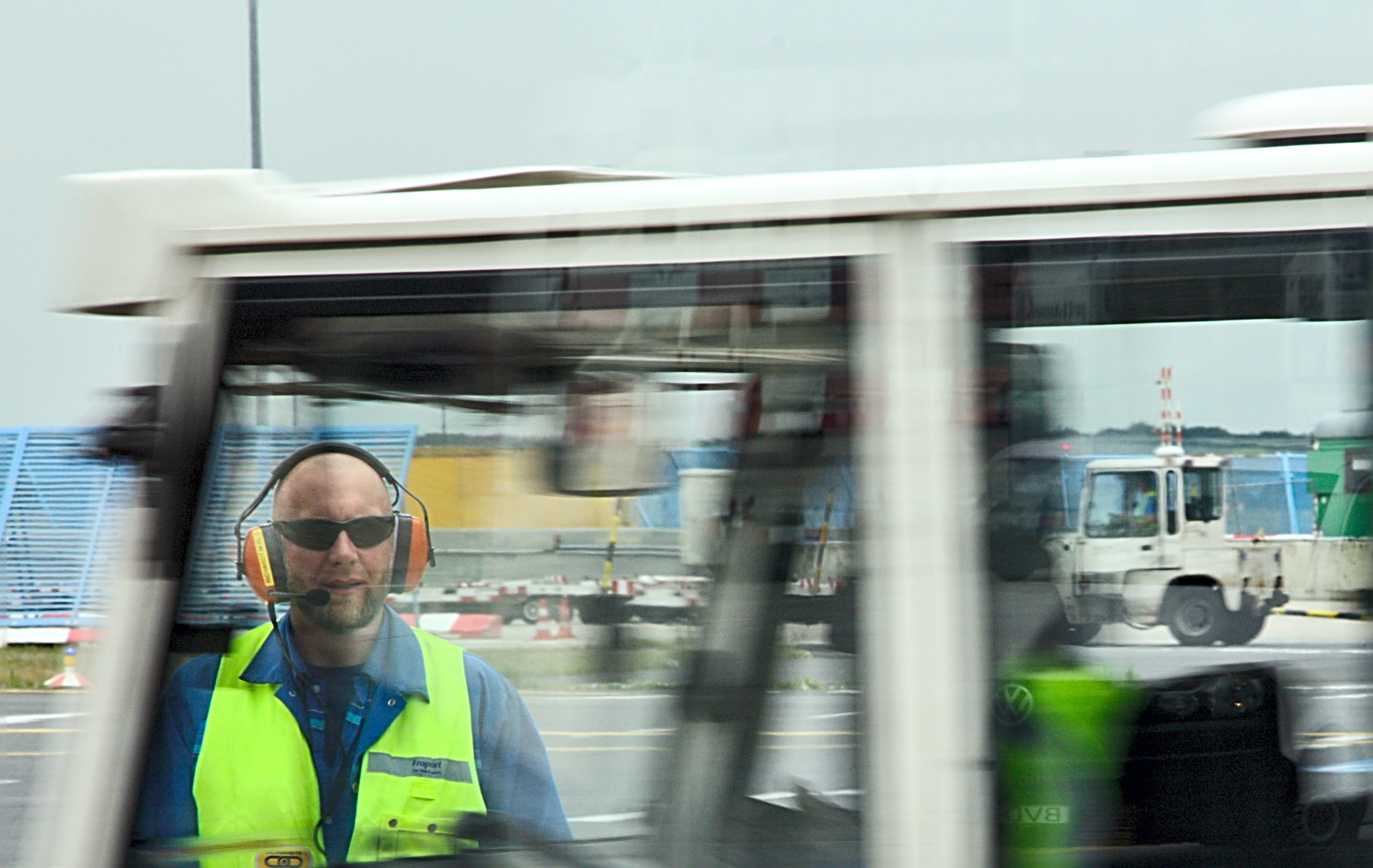
Маршал в аеропорту Франкфурта

Маршалінг є встановленим між двома суб'єктами (один з яких ― маршал) типом комунікації як складової частини наземного обслуговування. Може служити як заміна чи як доповнення диспетчерському радіозв'язку між бортом та АДП. До складу спорядження маршала входить світловідбиваючий жилет, шолом із звукозахисними навушниками, рукавички чи підсвічені жезли.
В аеропортах маршал сигналізує екіпажу для продовження маневру, сповільнення, зупинки ПС чи двигунів, супровід на стоянку чи ЗПС. Часто маршал вказує напрямки руху за допомогою автомашини «Follow-Me» /«Рухайся за мною» (переважно є жовтого кольору з малюнком шахівниці для кращого розрізнення), що передує безпосередньому сигналюванні за допомогою рук.

У великих та краще оснащених портах маршала заміняє система візуального супроводу.
На авіаносцях чи гелідромах команди на зліт чи приземлення віддаються маршалом. Це пов'язано з надто малим простором та інтервалами між злетом і посадкою; радіозв'язок в даному випадку не такий практичний.

## Сигнали повітряному судну

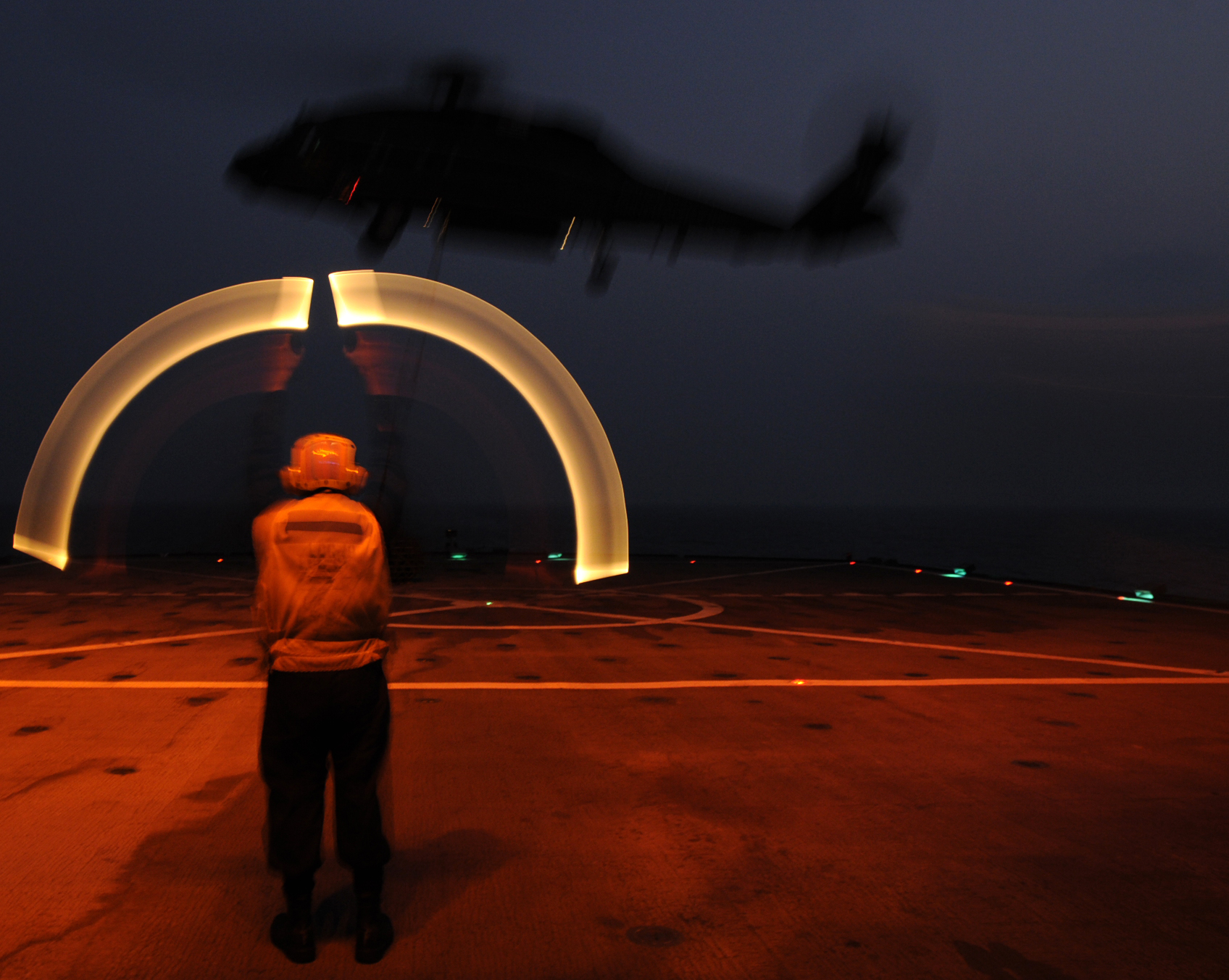
ВМС США: гелікоптер Sea Hawk за командою маршала з підсвіченими жезлами здійснює зліт (світлина з довгою витримкою)

Сигнали для літаків в різних частинах світу та специфіці повітряного транспорту можу дещо відрізнятися. Зокрема, угода про стандартизацію № 3117 НАТО, додаток № 1 до II положення до стандарт авіакоординуючого комітету № 44/42A Чиказької конвенції про Цивільну авіацію та нормативи Федерального авіаційної адміністрації США мають деякі відмінності

Вільно
Флагман скеровує борт «СТОП»
Вставити колодки
Вилучити колодки
Запуск двигуна
Вимкнути двигуни
Рухатися прямо
Повернути ліворуч
Повернути праворуч
Сповільнитися
Негайно зупинитися

## Відео
Зразок роботи маршалера в аеропорту Київ (Жуляни)

## Поклики
- UK marshalling signals, airfield markings and lighting standards. [Архівовано 10 червня 2016 у Wayback Machine.], from the CAA.